# الکساندر اوکسانچنکو
الکساندر اوکسانچنکو (اوکراینی: Олександр Якович Оксанченко؛ ۲۶ آوریل ۱۹۶۸ – ۲۵ فوریهٔ ۲۰۲۲) سرهنگ نیروی هوایی اوکراین و خلبان جنگنده اهل اوکراین و عضو شورای شهر میرهورود بود. او پیش از بازنشستگی در ۲۰۱۸ در چندین نمایش هوایی جوایزی را کسب نمود.

## اوایل زندگی
اوکسانچنکو در ۲۶ آوریل ۱۹۶۸ در روستای مالومیخایولیفکا در استان دنیپرو به دنیا آمد و قبل از شروع آموزش هوانوردی نظامی تا ۱۹۸۵ در دبیرستان روستای خود تحصیل کرد. اوکسانچنکو فارغ‌التحصیل دانشکده خلبانی عالی نظامی از خارکوف است.

## مرگ
اوکسانچنکو با شروع حمله ۲۰۲۲ روسیه به اوکراین، به خدمت بازگشت و در ۲۵ فوریه ۲۰۲۲ در جریان نبرد کیف، هواپیمایش توسط یک موشک اس-۴۰۰ روسی سرنگون شد. پس از مرگ الکساندر اوکسانچنکو نشان ستاره طلایی به او اهدا شد.